# Lithocarpus neorobinsonii
Lithocarpus neorobinsonii A.Camus – gatunek roślin z rodziny bukowatych (Fagaceae Dumort.). Występuje endemicznie w Malezji. 

## Morfologia
PokrójZimozielone drzewo dorastające do 25 m wysokości.
LiścieBlaszka liściowa ma eliptyczny kształt. Mierzy 10,2–20,3 cm długości oraz 4,4–8,9 cm szerokości, ma rozwartą nasadę i ostry wierzchołek. Ogonek liściowy jest nagi i ma 7–10 mm długości. Przylistki są nietrwałe, mają lancetowaty kształt i osiągają 12 mm długości.
OwoceOrzechy o jajowato stożkowatym kształcie, dorastają do 18 mm średnicy. Osadzone są pojedynczo w miseczkach w kształcie kubka, które mierzą 25 mm średnicy.

## Biologia i ekologia
Rośnie w lasach. Występuje na wysokości około 1200 m n.p.m.